# 키라르고섬

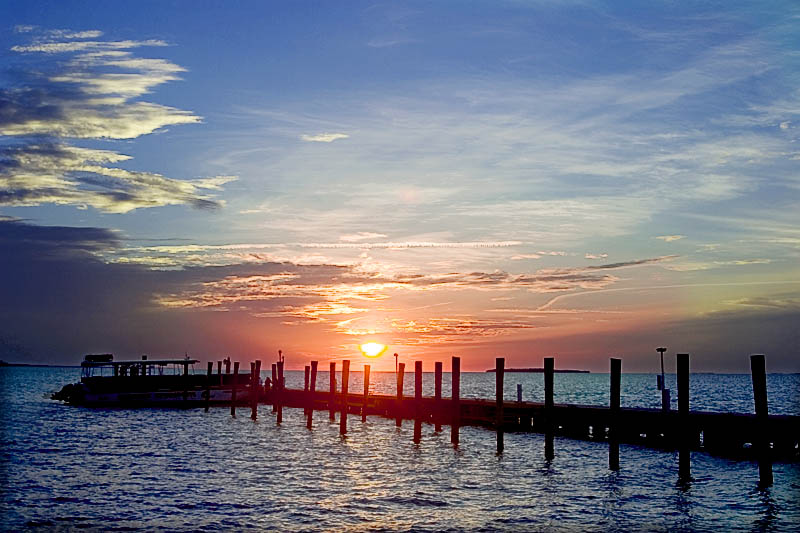
키라르고섬의 석양

키라르고섬(영어: Key Largo, 스페인어: Cayo Largo)은 미국 플로리다주 플로리다키스에 위치하고 있는 섬으로, 이 섬의 해안선 길이는 33 마일 (53 km)이다. 행정적으로는 먼로군에 위치하고 있지만 이 구역의 일원을 이루고 있는 플로리다키스 최북단에 속해 있어, 미국 1번 국도와 오버시즈 하이웨이 등에 의해 연결된 곳이기도 하다. 스페인식 명칭으로는 카요라르고(Cayo Largo)로 불리는데, 이는 긴 섬을 의미한다. 또한 비치 보이스의 노래 〈Kokomo〉의 주 무대로 알려져 있다. 아울러 1948년 당시에 제작한 동명의 영화 작품인 《키 라르고》의 주 무대로 유명세를 타기도 했다.

## 기후
키라르고섬의 기후는 쾨펜의 기후 구분에 따르면, 계절풍에 영향을 받는 사바나 기후(Aw)로, 매년 12월부터 익년 3월 사이에만 건기이다. 때로는 열대 몬순 기후(Am)의 성질도 물론 동시에 가진다. 일조시간은 매년 3천 시간이다.

## 미디어
- KBS 1TV : 《걸어서 세계속으로》

## 참고 문헌
- Lassman, Valerie (1989). “Key Largo letter drop” (PDF). 《South Florida History Magazine》 (3). 12–3면. 2019년 4월 12일에 원본 문서 (PDF)에서 보존된 문서. 2017년 11월 16일에 확인함 – HistoryMiami 경유.